# Johannes van Paesschen
Johannes van Paesschen (Paschasius, Pascha, Pasca ou Pasqua) est un carme flamand, né dans la seconde moitié du XVe siècle à Bruxelles, et mort dans la première moitié du XVIe siècle. Docteur en théologie, il a participé à la condamnation de Henri Voes et Jean Van Eschen, premiers martyrs de la Réforme, et composé des ouvrages spirituels.

## Biographie
Johannes est né à Bruxelles, vers le milieu du XVe siècle, d'Arnold van Paesschen et Marie Picquot. Entré chez les carmes à Malines, il est ordonné prêtre, puis affecté au ministère de la prédication, principalement dans cette ville et à Anvers. Le 6 février 1504, il décroche le doctorat en théologie à l'université de Louvain, et devient régent (c'est-à-dire responsable) des études au couvent de la cité universitaire. En 1520, Charles Quint le porte au nombre des inquisiteurs, pour lutter contre les hérésies, particulièrement le luthéranisme. C'est à ce titre que, le 1er juillet 1523 à Bruxelles, Paschasius a siégé au procès impliquant Jacques Proost, prieur des augustins d'Anvers, et ses subordonnés, membre de la congrégation de Saxe, à laquelle appartenait originellement le moine Martin Luther. On ignore la date du décès de ce carme, mais il était toujours vivant en 1532, année où il est remplacé par Martin Cuypers à la tête de la communauté de Malines, dont il avait été prieur à plusieurs reprises précédemment. En revanche, le titre de son seul ouvrage publié indique une édition posthume en 1563.

## Postérité

### Des manuscrits
Daniel de la Vierge-Marie, Cosme de Villiers et Norbert Hermans, historiographes carmélitains sous l'Ancien Régime, ont conservé la mémoire de Jean van Paesschen. Le carme Jean d'Oudewater attribue à celui-ci un Speculum historiale ordinis carmelitarum en dix volumes. Jean-Noël Paquot signale que quatre recueils de sermons (Quadragesimales, Dominicales, Per Adventum et De Sanctis), ainsi qu'un cours complet sur les Sentences de Pierre Lombard, n'ont pas été retrouvés. En revanche, l'éminent bibliophile a repéré une chronique rédigée par Paschasius concernant le couvent de Malines et conservée sur place sous le titre Liber memorabilium, quae contigerunt in conventu Mechliniensi ab anno 1508 ad annum 1530. Il a également recopié un billet, dans lequel le carme avait consigné quelques informations concernant le procès des augustins d'Anvers.

### Le procès
On y apprend que l'inquisiteur principal était François Van der Hulst, lequel se trouvait assisté par des docteurs en théologie : outre Paschasisus, les carmes Nicolas d'Egmont (deuxième inquisiteur) et Jacques de Hoogstraeten (prédicateur à Cologne), en compagnie des prêtres séculiers Jean Latomus et Godeschalc Rosemont. L'acte de dégradation a été réalisé par un autre carme, Adrien Arnoldi de Bruges, suffragant de l'archevêque de Cambrai. Le prieur des augustins s'étant préalablement rétracté, restaient trois accusés : Lambert de Thoren a accepté d'abjurer publiquement l'hérésie, c'est pourquoi il a eu la vie sauve, tandis qu'Henri Voes (de Bois-le-Duc) et Jean van der Esschen ont été brûlés vifs, après avoir été livrés à Jérôme Van der Noot, abbé de Grimbergen et chancelier du Brabant, qui siégeait au procès avec les membres du Conseil souverain de Brabant.

### Une publication
Une œuvre de Paschasius a connu une édition posthume, en 1563. Il s'agit d'un pèlerinage spirituel en Terre sainte, c'est-à-dire d'un manuel de piété sur la vie et la Passion du Christ, dans lequel les exercices ont été répartis de manière à couvrir tous les jours de l'année, sous forme de stations (accompagnées de brèves descriptions des sites), le long d'un itinéraire aller-retour, entre la ville flamande de Tirlemont et la Palestine. À la fin du XVIe siècle, cet ouvrage a inspiré à Chrétien Adrichomius une Urbis Hieorosolymae descriptio (1588). Cet auteur soutenait que Paschasius avait effectivement accompli, en 1527, le voyage de Terre sainte. D'après Paquot, il s'agit d'erreur, qui provient d'un malentendu attribuable au fait qu'un éditeur de Paschasius, Pierre Calentyn (chapelain du Grand Béguinage de Louvain), avait fait allusion, dans la dédicace de son édition, à un périple similaire accompli par son cousin, Henri Buffart, en 1527.

### Œuvres
- Een devote manière om gheestelyck pelgrimagie te trecken tot den heylighen lande, als te Jherusalem, Beethleem, ter. Jordanen, etc. met die rechte ghelegheteyt der heyligher plactsen, so bescheelyck beschrevn, al ofte wreuse voor oghen saghe, ghemact by wylen heer Jan pascha, Doctoor inder Gotheyt, en Religieus der Carmeliten orden inden convent tot Mechelen, doen hy liefde, Louvain, 1563; Gand, 1612.
- Liber memorabilium, quae contigerunt in conventu Mechliniensi ab anno 1508 ad annum 1530 (manuscrit).

### Études
- Eug. De Seyn, « Van Paesschen (Johannes) », Dictionnaire biographique des Sciences, des Lettres et des Arts en Belgique, Bruxelles, Éditions L'Avenir, t. II,‎ 1936, p. 1039, col. 1.
- J.-N. Paquot, « Jean van Paesschen, autrement Joan Paschasius, Pasca ou Pasqua », 'Mémoires pour servir l'histoire littéraire des dix-sept provinces des Pays-Bas, de la principauté de Liège, et de quelques contrées voisines, Louvain, Imprimerie Académique, t. V,‎ 1765, p. 20-26.